# Jetty
Jetty — свободный контейнер сервлетов, написанный полностью на Java. Может использоваться как HTTP-сервер или в паре со специализированным HTTP-сервером (к примеру, с Apache HTTP Server). Первоначально распространялся под лицензией Apache 2.0 License, но после перехода в 2009 году в число приложений, разрабатываемых в рамках проекта Eclipse стал доступен и под Eclipse Public License (EPL).
Jetty начиная с версии 7 поддерживает спецификацию Servlet 2.5 API. Поддержка Servlet API 3.0 добавлена в Jetty 8.